# Mîkolaiivka-Ternivska, Bilopillea
Mîkolaiivka-Ternivska (în ucraineană Миколаївка-Тернівська) este un sat în comuna Serhiivka din raionul Bilopillea, regiunea Sumî, Ucraina.

## Demografie
Componența lingvistică a localității Mîkolaiivka-Ternivska
     Ucraineană (97,92%)
     Rusă (1,04%)
     Belarusă (1,04%)
Conform recensământului din 2001, majoritatea populației localității Mîkolaiivka-Ternivska era vorbitoare de ucraineană (97,92%), existând în minoritate și vorbitori de rusă (1,04%) și belarusă (1,04%).